# Yzengremer
Yzengremer est une commune française située dans le département de la Somme, en région Hauts-de-France.
La commune fait partie du parc naturel régional Baie de Somme - Picardie maritime.

## Géographie

### Localisation
Yzengremer est un village picard situé dans le Vimeu.
Limitrophe de Friville-Escarbotin, la commune est située à 6 km à l'ouest de Feuquières-en-Vimeu, 7 km au nord-est d'Eu-le-Tréport, 9 km au nord de Gamaches, 10 km à l'est de Mers-les-Bains, 23 km au sud-ouest d'Abbeville, 35 km au nord-est de Dieppe et à 58 km au nord-ouest d'Amiens à vol d'oiseau.
Le territoire de la commune est limitrophe de ceux de sept communes.
Les communes limitrophes sont Béthencourt-sur-Mer, Bouvaincourt-sur-Bresle, Dargnies, Friville-Escarbotin, Méneslies, Tully et Woincourt.

### Hydrographie
La commune est traversée par la ligne de partage des eaux entre les bassins hydrographiques Artois-Picardie et Seine-Normandie. Elle n'est drainée par aucun cours d'eau.

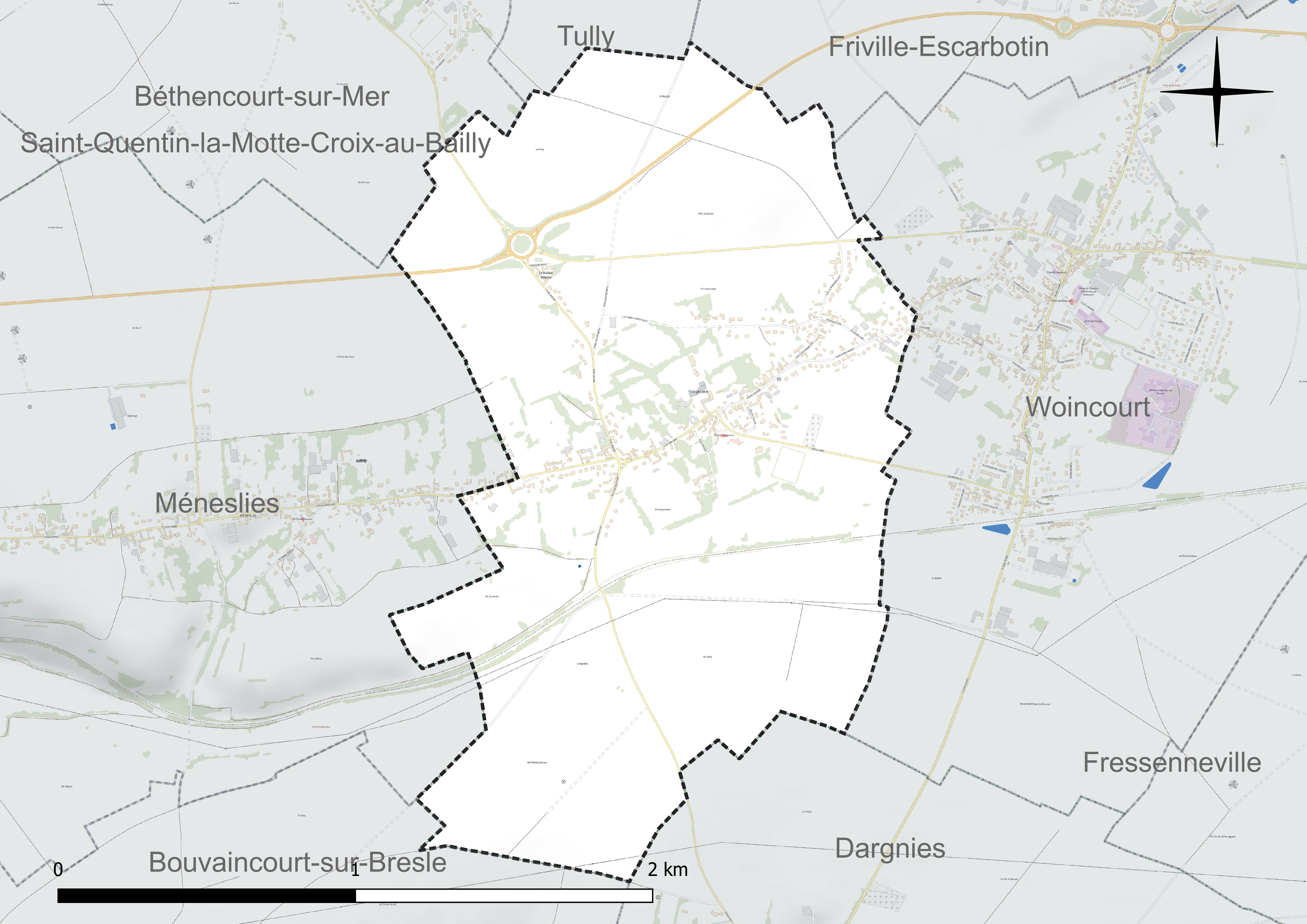
Réseau hydrographique d'Yzengremer.

### Climat
Pour des articles plus généraux, voir Climat des Hauts-de-France et Climat de la Somme.
En 2010, le climat de la commune est de type climat océanique franc, selon une étude du CNRS s'appuyant sur une série de données couvrant la période 1971-2000. En 2020, Météo-France publie une typologie des climats de la France métropolitaine dans laquelle la commune est exposée à un climat océanique et est dans la région climatique Côtes de la Manche orientale, caractérisée par un faible ensoleillement (1 550 h/an) ; forte humidité de l'air (plus de 20 h/jour avec humidité relative > 80 % en hiver), vents forts fréquents.
Pour la période 1971-2000, la température annuelle moyenne est de 10,2 °C, avec une amplitude thermique annuelle de 13,4 °C. Le cumul annuel moyen de précipitations est de 874 mm, avec 13,6 jours de précipitations en janvier et 8,8 jours en juillet. Pour la période 1991-2020, la température moyenne annuelle observée sur la station météorologique la plus proche, située sur la commune de Cayeux-sur-Mer à 13 km à vol d'oiseau, est de 11,4 °C et le cumul annuel moyen de précipitations est de 761,1 mm,. Pour l'avenir, les paramètres climatiques de la commune estimés pour 2050 selon différents scénarios d'émission de gaz à effet de serre sont consultables sur un site dédié publié par Météo-France en novembre 2022.

## Urbanisme

### Typologie
Au 1er janvier 2024, Yzengremer est catégorisée petite ville, selon la nouvelle grille communale de densité à sept niveaux définie par l'Insee en 2022.
Elle appartient à l'unité urbaine de Friville-Escarbotin, une agglomération intra-départementale regroupant quatre  communes, dont elle est une commune de la banlieue,,. Par ailleurs la commune fait partie de l'aire d'attraction de Friville-Escarbotin, dont elle est une commune du pôle principal,. Cette aire, qui regroupe 33 communes, est catégorisée dans les aires de moins de 50 000 habitants,.

### Occupation des sols
L'occupation des sols de la commune, telle qu'elle ressort de la base de données européenne d'occupation biophysique des sols Corine Land Cover (CLC), est marquée par l'importance des territoires agricoles (88,1 % en 2018), une proportion identique à celle de 1990 (88,1 %). La répartition détaillée en 2018 est la suivante : 
terres arables (58,9 %), prairies (29,1 %), zones urbanisées (11,9 %). L'évolution de l'occupation des sols de la commune et de ses infrastructures peut être observée sur les différentes représentations cartographiques du territoire : la carte de Cassini (XVIIIe siècle), la carte d'état-major (1820-1866) et les cartes ou photos aériennes de l'IGN pour la période actuelle (1950 à aujourd'hui).

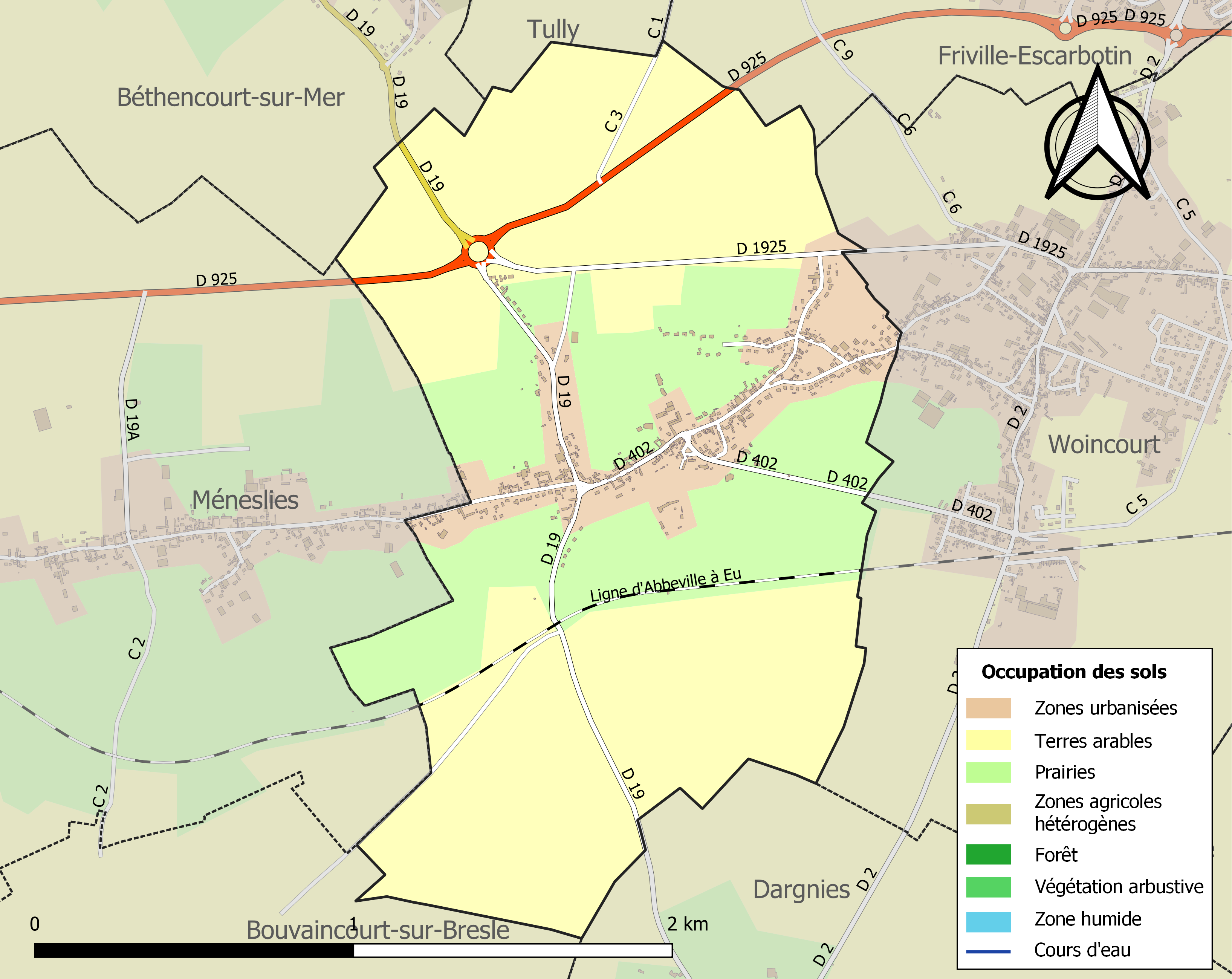
Carte des infrastructures et de l'occupation des sols de la commune en 2018 (CLC).

## Toponymie
Le nom de la localité est attesté sous les formes LIsengermes (1164) ; Isengremeir (1223) ; Isengremers (1263) ; Yzengremer (1378-1440) ; Izengremel (1507) ; Ysengremer (1557) ; Usangrimerre (1557) ; Isac Gremer (1557) ; Isengremel (1597) ; Isengremetz (1646) ; Izangremel ; Yzengremez (1657) ; Ysengrenier (1657) ; Isengremer (1700) ; Ysengremelle (1721) ; Izangremel (1728) ; Isengremez (1733) ; Dizengremel ; Yzengremers (1728); Isengremelle (1763) ; Isengremes (1778).
Le nom de la commune est Zinguérmeu en picard.

## Histoire

### Première Guerre mondiale
Comme l'atteste le monument aux morts, la commune a payé un lourd tribut au cours du conflit.

### Seconde Guerre mondiale
Une victime civile est citée sur le monument aux morts de la commune.

## Politique et administration
| Période                                  | Période                      | Identité              | Étiquette | Qualité |
| ---------------------------------------- | ---------------------------- | --------------------- | --------- | ------- |
| Les données manquantes sont à compléter. |                              |                       |           |         |
| 1924                                     |                              | Legrand               |           |         |
| Les données manquantes sont à compléter. |                              |                       |           |         |
| mars 1977                                | 2014                         | Christian Dambreville |           |         |
| 2014                                     | 3 juillet 2020               | Francis Bourdon       |           |         |
| 3 juillet 2020                           | En cours (au 8 juillet 2020) | Vincent Penon         |           |         |

### Tendances politiques et résultats
| Scrutin              | 1er tour | 1er tour | 1er tour | 1er tour | 1er tour | 1er tour | 1er tour | 1er tour | 1er tour | 1er tour | 1er tour | 1er tour |     | 2e tour | 2e tour | 2e tour | 2e tour | 2e tour | 2e tour | 2e tour | 2e tour | 2e tour |
| Scrutin              | 1er      | 1er      | %        | 2e       | 2e       | %        | 3e       | 3e       | %        | 4e       | 4e       | %        | 1er | 1er     | %       | 2e      | 2e      | %       | 3e      | 3e      | %       |         |
| -------------------- | -------- | -------- | -------- | -------- | -------- | -------- | -------- | -------- | -------- | -------- | -------- | -------- | --- | ------- | ------- | ------- | ------- | ------- | ------- | ------- | ------- | ------- |
| Départementales 2021 |          | UCD      | 47,56    |          | UGE      | 22,56    |          | RN       | 18,90    |          | DVG      | 10,98    |     |         | UCD     | 70,39   |         | UGE     | 29,61   |         |         |         |
| Régionales 2021      |          | UCD      | 45,81    |          | RN       | 26,45    |          | UGE      | 10,97    |          | LREM     | 8,39     |     | UCD     | 61,21   |         | RN      | 26,06   |         | UGE     | 12,73   |         |
| Présidentielle 2022  |          | RN       | 32,64    |          | LREM     | 29,51    |          | LFI      | 11,11    |          | REC      | 9,38     |     | RN      | 55,07   |         | LREM    | 44,93   |         |         |         |         |
| Législatives 2022    |          | LR       | 38,50    |          | RN       | 25,82    |          | LREM     | 17,84    |          | PCF      | 11,27    |     | LR      | 60,41   |         | RN      | 39,59   |         |         |         |         |
| Européennes 2024     |          | RN       | 46,83    |          | RE       | 14,15    |          | LR       | 6,83     |          | PCF      | 6,34     |     |         |         |         |         |         |         |         |         |         |
| Législatives 2024    |          | RN       | 47,84    |          | LR       | 34,89    |          | PCF      | 11,87    |          | HOR      | 4,32     |     | RN      | 53,90   |         | LR      | 46,10   |         |         |         |         |

## Population et société

### Démographie

#### Évolution démographique
L'évolution du nombre d'habitants est connue à travers les recensements de la population effectués dans la commune depuis 1800. Pour les communes de moins de 10 000 habitants, une enquête de recensement portant sur toute la population est réalisée tous les cinq ans, les populations de référence des années intermédiaires étant quant à elles estimées par interpolation ou extrapolation. Pour la commune, le premier recensement exhaustif entrant dans le cadre du nouveau dispositif a été réalisé en 2004.

En 2022, la commune comptait 509 habitants, en évolution de +0,79 % par rapport à 2016 (Somme : −1,26 %, France hors Mayotte : +2,11 %).
| 1800 | 1806 | 1821 | 1831 | 1836 | 1841 | 1846 | 1851 | 1856 |
| ---- | ---- | ---- | ---- | ---- | ---- | ---- | ---- | ---- |
| 414  | 442  | 448  | 509  | 502  | 528  | 502  | 502  | 490  |

| 1861 | 1866 | 1872 | 1876 | 1881 | 1886 | 1891 | 1896 | 1901 |
| ---- | ---- | ---- | ---- | ---- | ---- | ---- | ---- | ---- |
| 508  | 506  | 504  | 512  | 551  | 575  | 574  | 560  | 505  |

| 1906 | 1911 | 1921 | 1926 | 1931 | 1936 | 1946 | 1954 | 1962 |
| ---- | ---- | ---- | ---- | ---- | ---- | ---- | ---- | ---- |
| 522  | 539  | 470  | 470  | 458  | 441  | 439  | 462  | 471  |

| 1968 | 1975 | 1982 | 1990 | 1999 | 2004 | 2006 | 2009 | 2014 |
| ---- | ---- | ---- | ---- | ---- | ---- | ---- | ---- | ---- |
| 471  | 499  | 483  | 462  | 516  | 548  | 564  | 558  | 513  |

| 2019 | 2022 | - | - | - | - | - | - | - |
| ---- | ---- | - | - | - | - | - | - | - |
| 514  | 509  | - | - | - | - | - | - | - |

Le maximum de la population a été atteint en 1886 avec 575 habitants.

#### Pyramide des âges
En 2018, le taux de personnes d'un âge inférieur à 30 ans s'élève à 29,3 %, soit en dessous de la moyenne départementale (36,4 %). À l'inverse, le taux de personnes d'âge supérieur à 60 ans est de 28,8 % la même année, alors qu'il est de 26,0 % au niveau départemental.
En 2018, la commune comptait 258 hommes pour 256 femmes, soit un taux de 50,19 % d'hommes, légèrement supérieur au taux départemental (48,51 %).
Les pyramides des âges de la commune et du département s'établissent comme suit.
| Hommes | Classe d’âge | Femmes |
| ------ | ------------ | ------ |
| 0,0    | 90 ou +      | 0,0    |
| 7,7    | 75-89 ans    | 8,2    |
| 19,3   | 60-74 ans    | 22,6   |
| 23,9   | 45-59 ans    | 22,2   |
| 19,7   | 30-44 ans    | 17,9   |
| 12,8   | 15-29 ans    | 12,8   |
| 16,6   | 0-14 ans     | 16,3   |

| Hommes | Classe d’âge | Femmes |
| ------ | ------------ | ------ |
| 0,6    | 90 ou +      | 1,8    |
| 6,7    | 75-89 ans    | 9,4    |
| 17,2   | 60-74 ans    | 18,1   |
| 19,8   | 45-59 ans    | 19,1   |
| 18,2   | 30-44 ans    | 17,5   |
| 19,4   | 15-29 ans    | 18     |
| 18,2   | 0-14 ans     | 16,2   |

### Enseignement
Au niveau de l'enseignement primaire, les communes d'Yzengremer et Méneslies sont organisées en un regroupement pédagogique intercommunal.
Le regroupement compte 42 élèves pour deux classes à la rentrée scolaire 2019-2020.
Le transport scolaire est assuré par le département, les repas de midi peuvent être pris à la maison familiale et rurale d'Yzengremer et la garderie se tient dans une ancienne classe.
La cantine communale fait l'objet de travaux de mise aux normes en 2023.
Les collégiens se rendent à Feuquières-en-Vimeu où ils fréquentent le collège Gaston Vasseur.
Par ailleurs, la commune abrite un lycée professionnel, la Maison familiale rurale qui prend en charge l'enseignement des élèves destinés aux métiers de l'entretien paysager.

## Culture locale et patrimoine

### Lieux et monuments
- Église Saint-Médard du XVe siècle. Bâtie primitivement en craie, elle a été restaurée en brique ; une sacristie a été adjointe.
- Château du XVIIe siècle, inscrit monument historique, en brique et pierre, avec un corps de logis rectangulaire flanqué d'une seule aile en retour d'équerre à décrochements successifs ; l'avant-corps central de chaque façade a été ajouté au XIXe siècle[42].

- Ancien site industriel de serrurerie[43].
- Croix gothique du XVIe siècle, dans le cimetière, restaurée en 2014, classée monument historique[44],[45].
- Réalisé par les établissements Carbonnier de Friville-Escarbotin, le monument aux morts est situé sur la place, près de l'église.

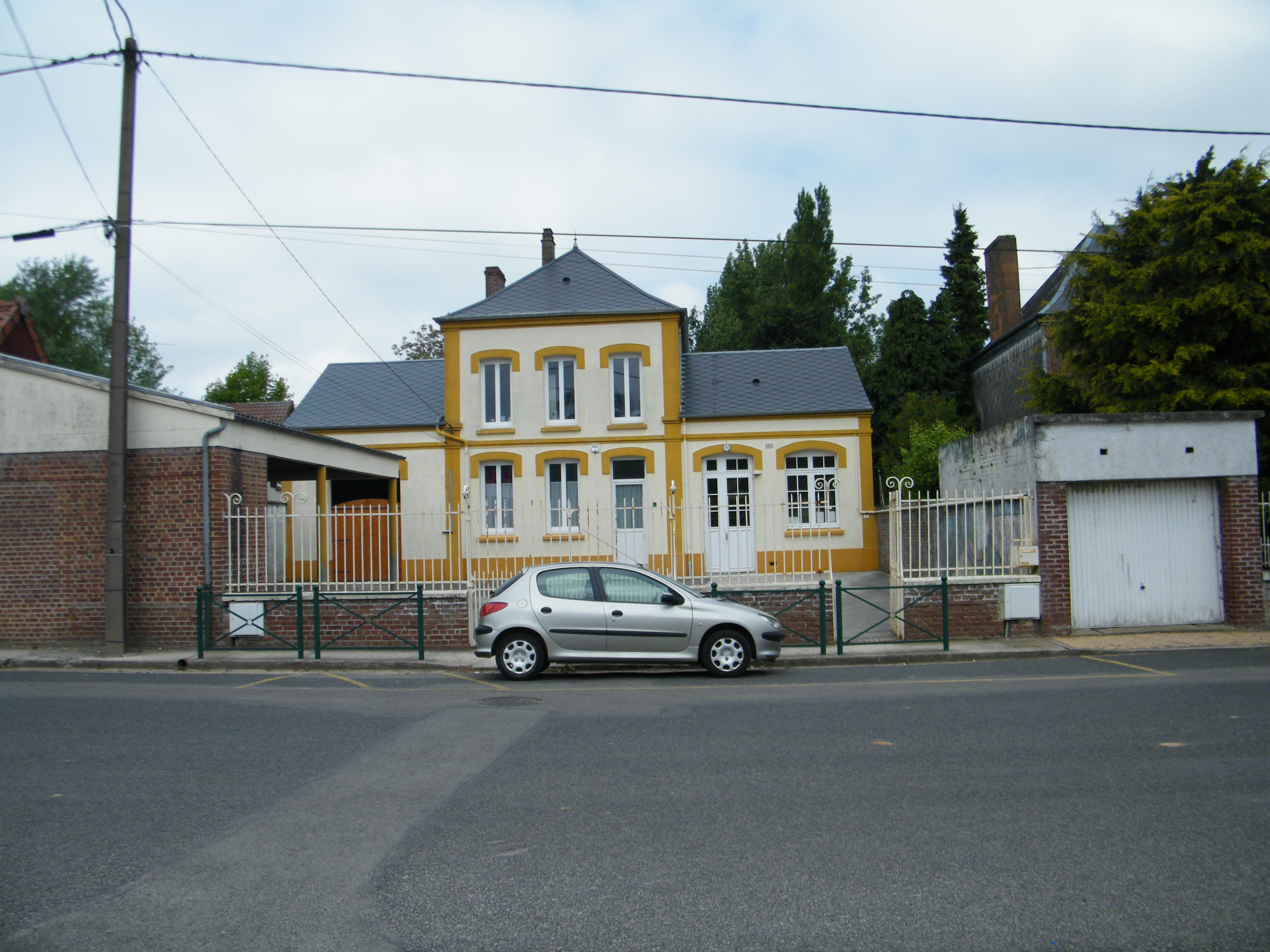
L'école.
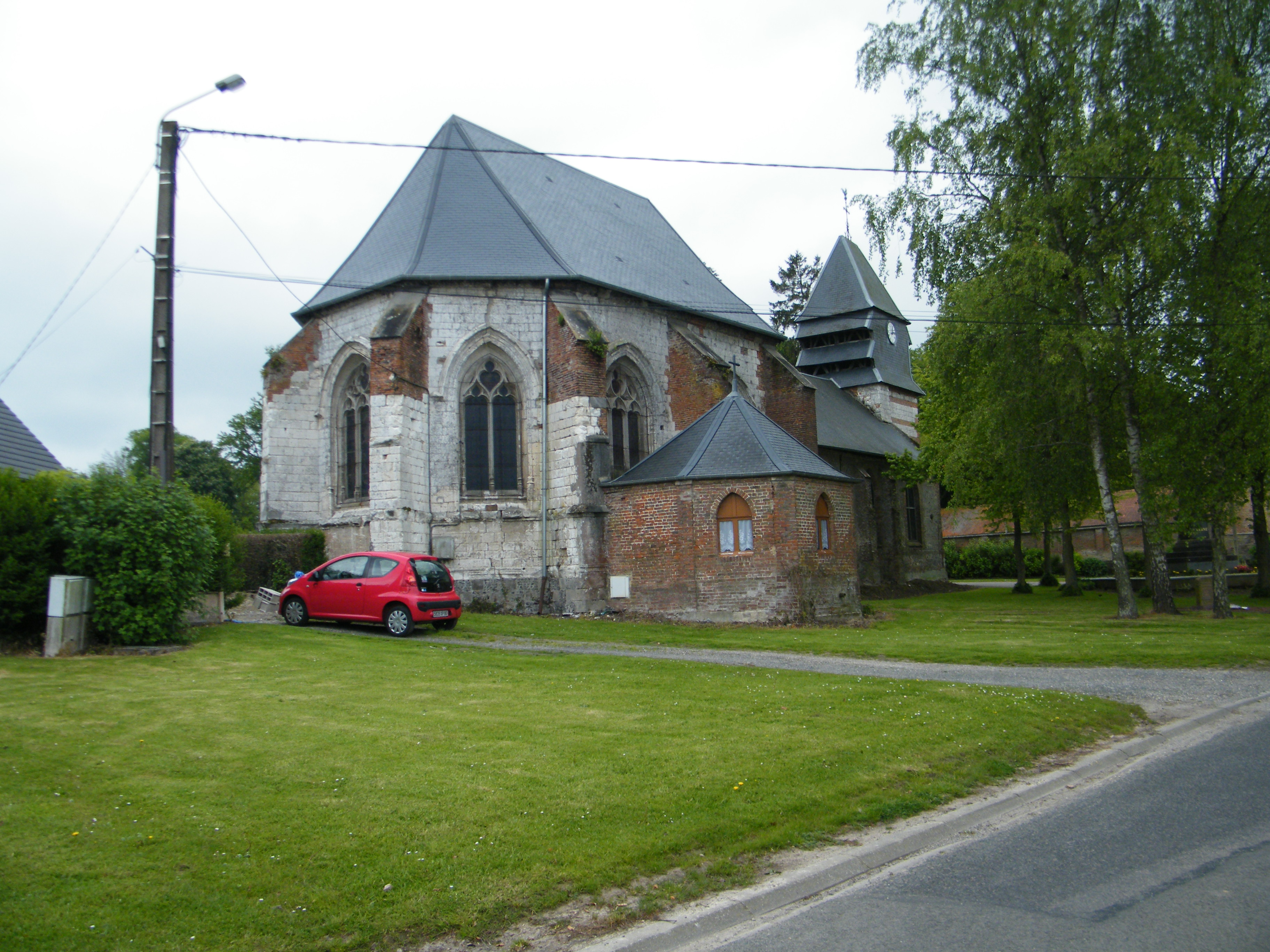
L'église Saint-Médard.
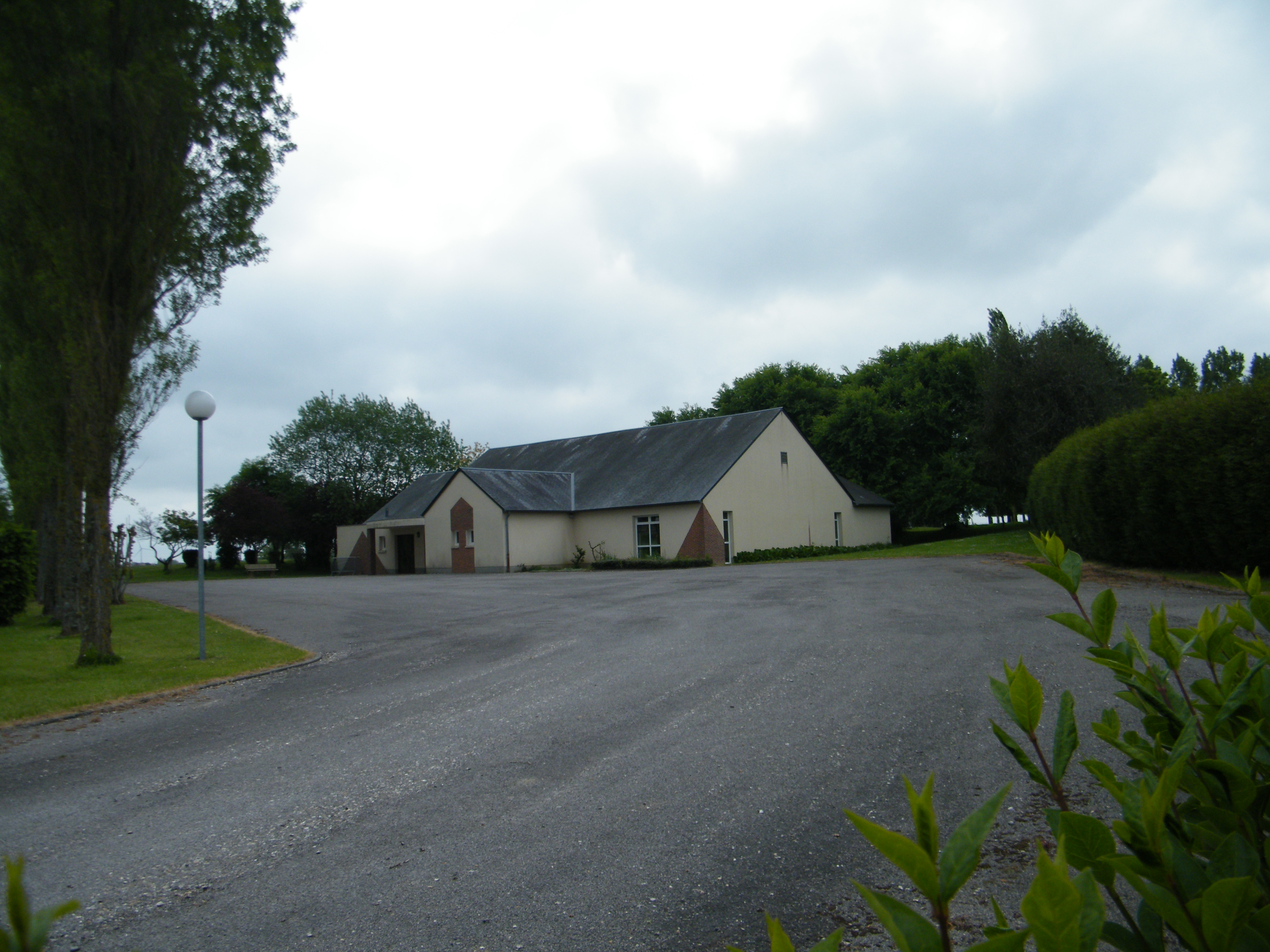
Salle polyvalente communale.
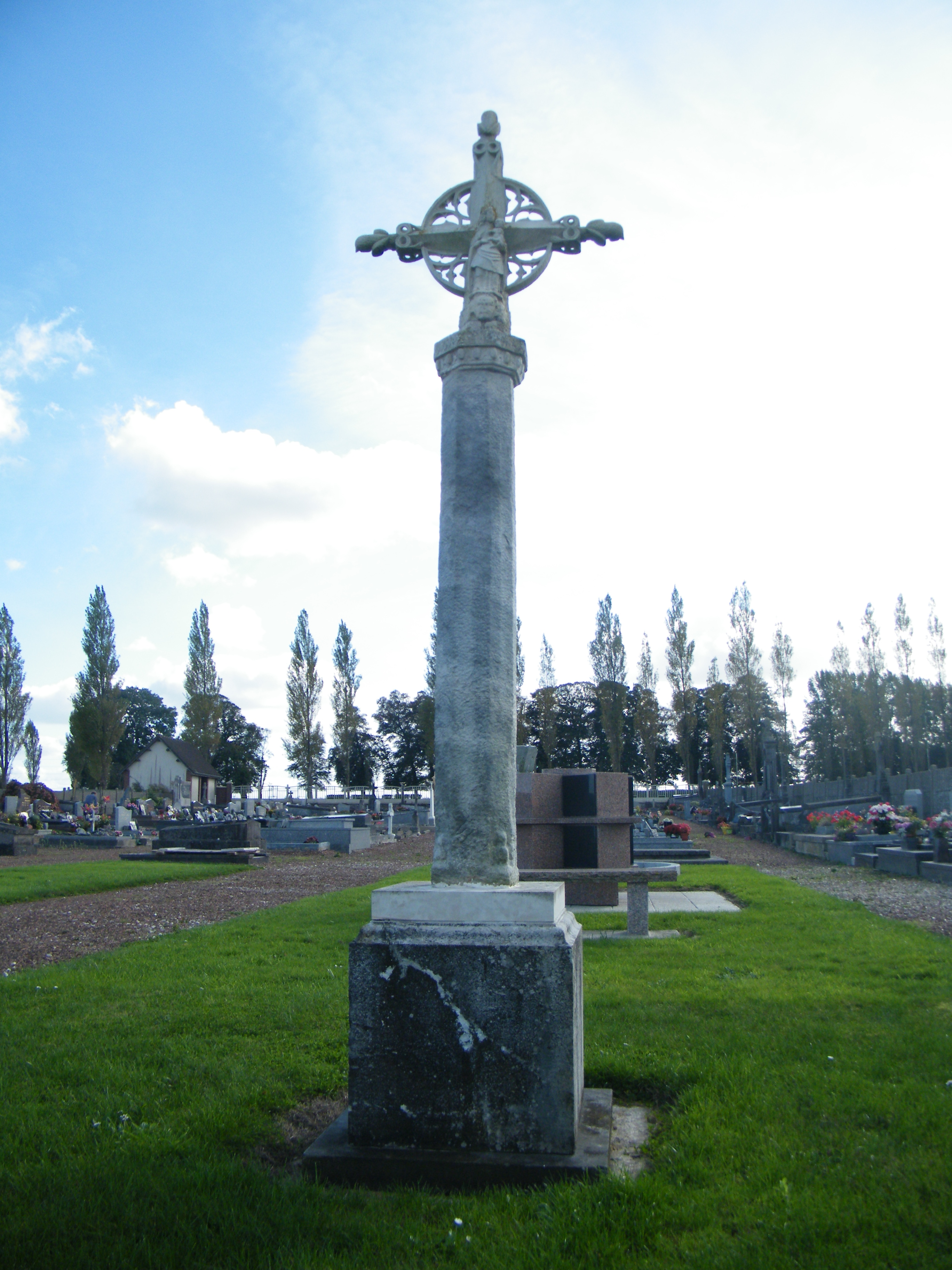
Croix gothique du cimetière.
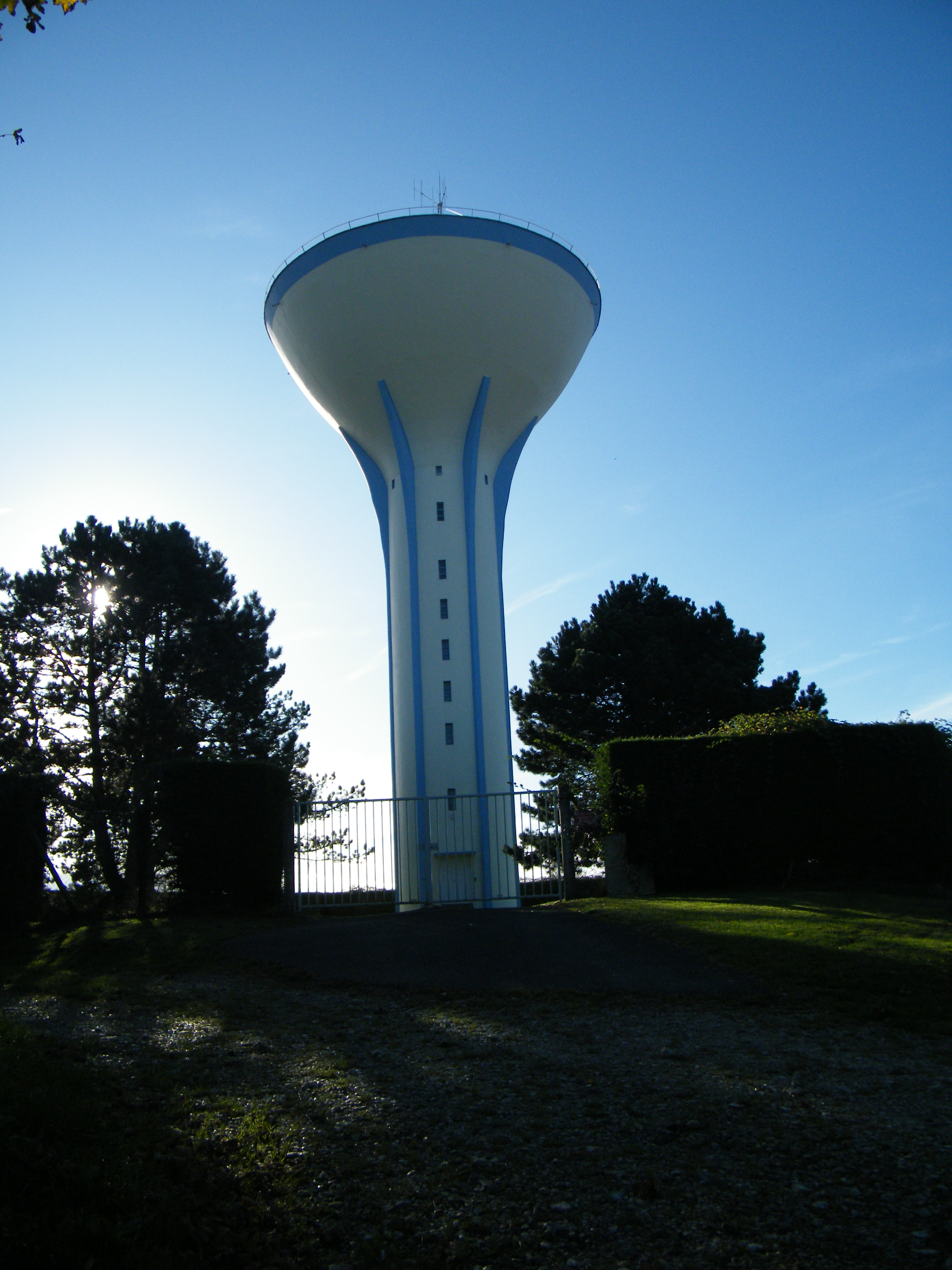
Le château d'eau.

### Héraldique
| Blason de Yzengremer | Blason  | Parti : au 1er d'azur à trois croissants d'or, au 2e de gueules à trois bourdons de pèlerin d'argent.                                            |
| Blason de Yzengremer | Détails | Il s'agit des armes des De Fautereau (trois croissants) et des La Bourdonnaye (trois bourdons). Le statut officiel du blason reste à déterminer. |

## Pour approfondir